# Sh2-183
Sh2-183 est une nébuleuse en émission visible dans la constellation de Cassiopée.
Elle est située dans la partie nord de la constellation, à quelques degrés au nord-est de l'étoile κ Cassiopeiae. La période la plus appropriée pour son observation dans le ciel du soir se situe entre les mois d'août et de janvier et elle est considérablement facilitée pour les observateurs situés dans les régions de l'hémisphère boréal, où elle se produit circumpolaire jusqu'aux régions tempérées chaudes.
C'est une région H II éloignée de grandes dimensions, située à une distance d'environ 7 000 pc (∼22 800 al), dans une région périphérique de la Voie lactée, sur le bras de Persée, ou peut-être au-delà. Des études menées à la longueur d'onde des ondes radio révèlent que la nébuleuse est beaucoup plus étendue qu'elle n'apparaît en lumière visible et est certainement obscurcie par des poussières et des nuages situés au premier plan le long de la ligne de visée. Bien qu'aucune étoile ionisante ne soit connue, on pense que le rayonnement provient d'un amas ouvert où l'étoile la plus massive doit être au moins de classe spectrale O5.5. La masse d'hydrogène ionisé est d'au moins 44 000 M☉.
Sh2-183 a probablement connu au moins deux événements consécutifs de formation d'étoiles, comme en témoignent la structure de la région de l'hydrogène ionisé et l'enveloppe de l'hydrogène neutre (HI). Il est possible que la structure ionisée la plus récente se soit formée à la suite de processus de chaîne générative favorisés par la compression au sein de la bulle de vent stellaire formée par les étoiles plus anciennes. Huit sources de rayonnement infrarouge répertoriées par IRAS sont associées à cette nébuleuse, parmi lesquelles IRAS 00468+6527 se distingue, coïncidant avec le jeune objet stellaire WB89 362.